# إيوان مولدوفان
إيوان مولدوفان (بالرومانية: Ion Moldovan)‏ هو مدرب كرة قدم ولاعب كرة قدم روماني في مركز الوسط، ولد في 3 سبتمبر 1954 في كونستانتسا في رومانيا. شارك مع منتخب رومانيا تحت 23 سنة لكرة القدم ‏. أما مع النوادي، فقد لعب مع دينامو بوخارست وCSM Flacăra Moreni ‏ وفيكتوريا بوخارست ‏ ونادي فارول كونستانتسا.

## وصلات خارجية
- إيوان مولدوفان على موقع قاعدة بيانات كرة القدم.إي يو (الإنجليزية)
- إيوان مولدوفان على موقع عالم كرة القدم.نت (الإنجليزية)